# Bela horda
Bela horda (mongolsko: Цагаан орд/Cagaan ord) je bil eden od kanatov Mongolskega cesarstva. Nastala je okrog leta 1226 po Džingiskanovi delitvi njegovega cesarstva. Bela horda se je leta 1379 združila z Modro hordo, tako da je nastala Zlata horda.
Ime Bela horda izhaja iz stepskih predstav o straneh neba: sever-črna, jug-rdeča, zahod-bela, vzhod-modra in na sredini zlata.

## Ustanovitev
Džingiskan je pred smrtjo svoje ogromno cesarstvo razdelil med svoje sinove Džočija, Čagataja, Ögedeja in Toluja. Najstarejši sin Džoči je dobil najbolj zahodni del cesarstva, ki je obsegal del sodobne Rusije, Ukrajino, Belorusijo, del Slovaške in ozek pas Poljske. Džoči je kmalu zatem umrl, zato sta si njegovo ozemlje razdelila sinova Batu kan, ki je dobil Modro hordo (zahod)  in Orda kan, ki je dobil Bela hordo (vzhod).
Bela horda je na začetku obsegala Srednjo Azijo in jugozahodno Sibirijo. Njen prvi vladar, Džočijev sin Orda kan,  je imel prvo prestolnico na Balhaškem jezeru, sredi 13. stoletja pa jo je prestavil v Kazahstan, v mesto Signak ob reki Sir-Darji.

## Borbe za oblast
Ko  je bila vojska Bele horde v Hulegu kanovi službi v Perziji, je leta 1259 ali 1260  umrl  Ordov sin Kuli. Elita Bele horde je po njegovi smrti podpirala Arikbeka in Kajduja, ker sta imela podporo kanov Modre horde Berkeja (1257–1266)  in Mengu Timurja (1266–1280), Koču kan pa je bil od svoje izvolitve leta 1280 na strani dinastije Juan in Ilkanata. 
Kočujevega naslednika Bajana (1302–1309) je kmalu po prihodu na oblast odstavil uporniški nečak Koručak in Bajan je pobegnil k Tokta kanu v Modro hordo. Kajdu in Duva sta v njegovem begu videla priložnost za izpolnitev svojih interesov  in sta Koručaka podprla. Bajan je s Toktovo pomočjo kmalu porazil svoje nasprotnike in vladal v Beli hordi do leta 1309.

## Združitev z Modro hordo
Med velikimi nemiri v Modri hordi, ki so se začeli leta 1357 in so trajali vse do leta 1380, je Čimtaj kan poslal tja svoje brate, da prevzamejo oblast. Njihov poskus ni uspel in vse brate so usmrtili. 
Leta 1364 je kasnejši osmi kan Bele horde Urus kandidiral za kana Modre in Bele horde in izrinil z oblasti dinastijo Khizr. Urus je leta 1376 umrl. 
Leta 1378 je Urusov nečak Toktamiš odstavil Urusovega sina kana Timurja Malika in na silo prevzel oblast. Toktamiš je istočasno prevzel oblast tudi v Modri hordi, združil Modro in Belo hordo v Zlato hordo in postal njen prvi kan.

## Seznam kanov Bele Horde
- Orda (1226–1280)
- Koču (1280–1302)
- Bajan (Bujan) (1302–1309)
- Sasibuka (1309–1315)
- Ilbasan (1315–1320)
- Mubarak Kvaja (1320–1344)
- Čimtaj (1344–1374)
- Urus (1374–1376)
- Toktakija (1376)
- Timur Malik (1377)
- Toktamiš (1377–1378)